# Rhodostrophia adauctata
Rhodostrophia adauctata là một loài bướm đêm trong họ Geometridae.